# Cantonul Goncelin
Cantonul Goncelin este un canton din arondismentul Grenoble, departamentul Isère, regiunea Rhône-Alpes, Franța.

## Comune
- Les Adrets
- Le Champ-près-Froges
- Le Cheylas
- Froges
- Goncelin (reședință)
- Hurtières
- Morêtel-de-Mailles
- La Pierre
- Pontcharra
- Saint-Maximin
- Tencin
- Theys